# Firozkoh

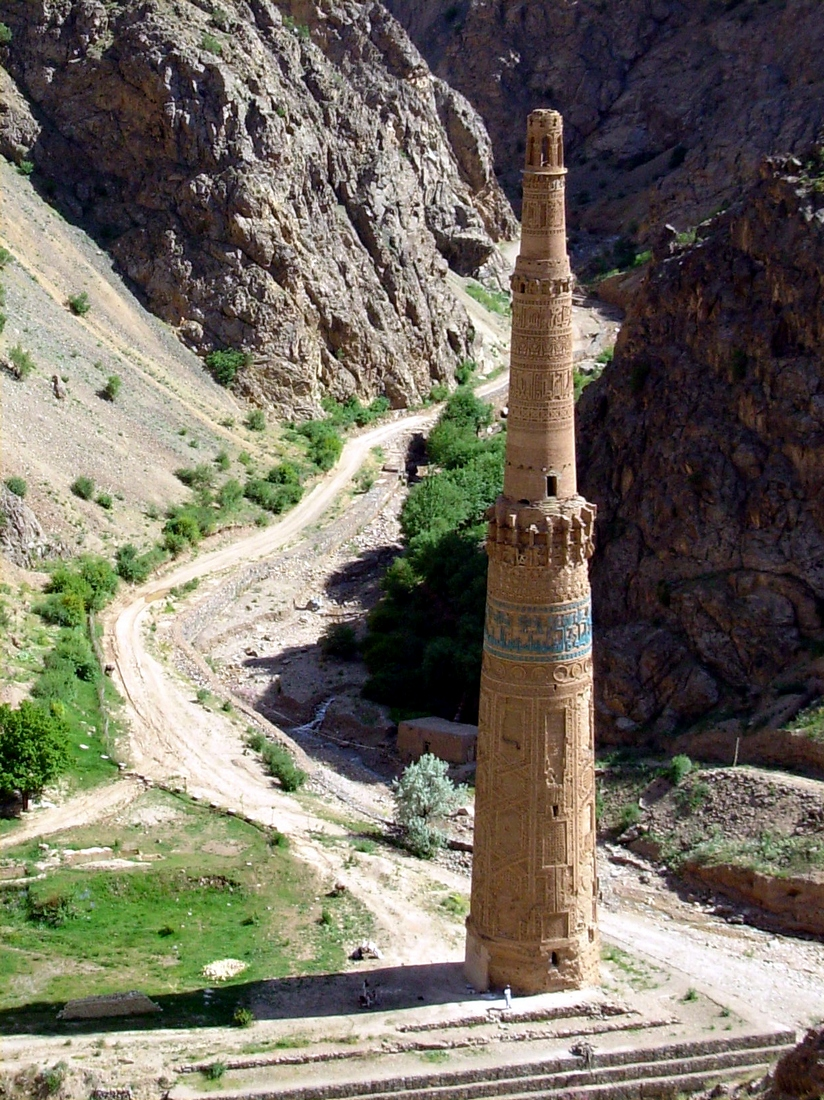
Minarete de Jam

Firozkoh o Firuzkoh (en persa : فیروزکوه, Fīrōzkōh), o Montaña Turquesa, fue la capital de verano del imperio gúrida, en la provincia de Gawr, en el centro de la actual Afganistán. Se dice que era una de las ciudades más grandes de su época, pero fue destruida en 1223 después de un asedio de Tolui, hijo de Gengis Kan. La ubicación de la ciudad se perdió en la historia. Se ha propuesto que el minarete de Jam, en el distrito de Shahrak, provincia de Gawr, es el único vestigio que queda de la ciudad.

## Historia
El sultanato gúrida se destacó en 1150 por Ala Al-Din Husayn, quien derrocó a la anterior dinastía gaznávida y quemó su ciudad capital, Gazni, matando a 60 mil habitantes. Un historiador de la dinastía, Minhaj al-Siraj Juzjani, escribió que los ciudadanos sobrevivientes de Gazni, encarcelados, fueron utilizados para transportar suministros de construcción a Firozkoh. Juzjani también afirma que la sangre de los prisioneros se combinó con barro para formar materiales de construcción adicionales.
La ciudad había sido fundada varios años antes, en 1146, por otro miembro de la dinastía, el hermano de al-Din Husayn, Qutb al-Din Muhammad. Durante el reinado de los subsiguientes sultanes gúridas, Firozkoh continuó prosperando a medida que la dinastía se expandía. Firozkoh se utilizó como capital de verano, ya que los líderes del sultanato gúrida eran seminómadas. La ciudad compitió con Herat como centro de arte, literatura y teología del imperio gúrida. En 1199, el sultán Ghiyath al-Din, ordenó al imperio que abandonara la secta Karramiyya del Islam en favor de la ley Shafi'i. Esta decisión fue impopular entre los residentes de la ciudad y provocó disturbios.
El imperio gúrida comenzó a colapsar después de las sucesivas muertes de Ghiyath al-Din en 1203 y su sucesor Muizz al-Din en 1206. Sin embargo, Firozkoh se mantuvo rica durante un tiempo; Juzjani escribió que el tesoro contenía "400 camellos llenos de oro en 800 cofres", aunque esta afirmación puede no ser confiable. En 1215, Firozkoh fue atacada y derrotada por Mohamed II de Corasmia. La ciudad se rebeló contra su gobierno cuando el imperio jorezmita fue atacado por los mongoles. Sin embargo, los mongoles sitiaron la ciudad en 1220 antes de retirarse al comienzo del invierno. En 1223, los mongoles regresaron y obligaron al gobernante de la ciudad, Malik Mubariz al-Din, a evacuar a Herat. Los mongoles luego arrasaron la ciudad, según Juzjani.
También se cree que en la ciudad antigua vivía una comunidad de comerciantes judíos, documentada por inscripciones en lápidas encontradas en la década de 1950. El erudito Walter Fischel publicó un artículo revisando los hallazgos y estableciendo las conexiones de la comunidad de Firozkoh con otras comunidades judías en el Afganistán medieval temprano.